# 卡什韋蒂教堂
卡什韋蒂教堂是位於喬治亞首都提比里斯市中心的一座喬治亞正教會教堂。其對面隔魯斯塔韋利大道的建築是喬治亞國會大樓。卡什韋蒂教堂修建於1904年至1910年，建築外觀仿照了中世紀的薩姆塔維西主教座堂。
「卡什韋蒂」（Kashveti）的喬治亞語的意思是「生下石頭」。傳說6世紀時，亞述十三士中著名的修士加雷亞的大衛被一位婦人指控在第比利斯使她懷孕。大衛否認指控並預言說，如果婦人撒謊，她將會生下一塊石頭。而婦人真的生下了石頭。因此此地就被稱作「卡什韋蒂」。